# Generazione X

Le etichette usate in sociologia per indicare le diverse generazioni

Generazione X è una locuzione diffusa nel mondo occidentale per descrivere la generazione composta da persone nate in anni diversi a seconda delle fonti (1964-1979 o 1965-1980) che ha vissuto una fase storica di transizione cruciale, segnando il passaggio dall'era analogica a quella digitale. Il termine è stato coniato dallo scrittore canadese Douglas Coupland. È preceduta dalla generazione dei baby boomer ed è seguita dalla Generazione Y.

## Storia del termine
Il termine è stato reso popolare dallo scrittore canadese Douglas Coupland. È apparso per la prima volta in un articolo pubblicato su "Vancouver Magazine" nel 1987. Coupland ha spiegato di aver adottato il termine dal libro Class: A Guide Through the American Status System di Paul Fussell, pubblicato nel 1983, dove "X" rappresentava coloro che rifiutavano le convenzioni sociali, il denaro e lo status. Successivamente, Coupland ha ampliato il concetto nel suo libro Generation X: Tales for an Accelerated Culture, pubblicato nel 1991, che ha contribuito a rendere il termine ampiamente noto.

## La "generazione invisibile"
Dopo il baby boom del periodo 1946-1964, gli anni tra il 1965 e il 1980 videro una diminuzione delle nascite. Questo ha fatto sì che la Generazione X fosse numericamente inferiore a quella dei baby boomers. Si è parlato di "generazione invisibile", priva di un'identità sociale definita - da cui il titolo di "X".
"La sola analisi demografica mostra come quella «X» sia una generazione se non proprio schiacciata, quantomeno cresciuta all'ombra dei baby boomers la quale, essendo numericamente più consistente, ha finito per imporre – grazie anche a un significativo aumento della longevità – la propria visione del mondo e la propria centralità negli assetti di potere. La generazione X, insomma, sarebbe una generazione per certi versi ‘invisibile’, priva di un'identità sociale e culturale definita nonché  costantemente esposta al rischio di subalternità rispetto alla precedente."

## Contesto storico
La Generazione X è inquadrata nel periodo di transizione che va dal miracolo economico negli anni sessanta alla fine della guerra fredda nel 1991.
Mentre la generazione dei baby boomer ha conosciuto l'ottimismo del dopoguerra, della ricostruzione e del "boom economico", la Generazione X incrocia le contestazioni del Sessantotto, l'autunno caldo del 1969, la crisi energetica del 1973 e del 1979 con le relative politiche di austerity - momento in cui è entrata nel vocabolario la parola ecologia.
In Italia, ha visto i rapimenti del "terrorismo rosso" di matrice comunista e le stragi del "terrorismo nero" di matrice neofascista degli anni di piombo; in tutta Europa e in America del Nord ha assistito alla transizione da un'economia (e un'ideologia) di matrice keynesiana al liberismo e alla deregolazione voluti da Margaret Thatcher e Ronald Reagan, con una conseguente sempre maggiore "precarizzazione" del mercato del lavoro. Questo ha voluto dire che nel mercato del lavoro dell'Occidente, la Generazione X è quella che ha visto il passaggio da un contratto di lavoro stabile, che dava garanzie per tutta la vita, a una tipologia di lavoro cosiddetto "precario" senza garanzie. In Canada si è parlato a questo proposito di "generazione sacrificata" agli interessi dei baby-boomers.
La Generazione X ha visto infine la caduta del muro di Berlino, il collasso dell'Unione Sovietica, la consacrazione degli Stati Uniti d'America come unica superpotenza mondiale e l'avvento di Internet.

## Demografia

### La "tattica del rinvio"
A livello demografico, la Generazione X in Italia è nota per la cosiddetta "tattica del rinvio" (in inglese postponent transition). Se già i baby boomer avevano iniziato a rinviare la data del matrimonio, con la Generazione X questa tendenza tocca il suo apice, per cui chi si sposa ha mediamente più di trent'anni.
Inoltre, la sequenza degli avvenimenti nell'arco della vita è sempre più "scompigliata": mentre fino agli anni 1970 era normale studiare, poi trovare lavoro, poi sposarsi e poi fare un figlio, i membri della Generazione X sempre più spesso iniziano a lavorare prima di avere terminato gli studi, e possono avere un figlio prima di sposarsi.
Verso la metà degli anni ottanta i demografi anglo-americani iniziano a parlare di coppie Dink cioè dual income no kids (due stipendi senza figli) per indicare la scelta di alcune coppie benestanti di non avere figli. Questa scelta viene collegata alla cultura Yuppie, una forma di "rampantismo" sociale in voga appunto negli anni ottanta.
In nord Europa, la precarietà del lavoro si traduce in nuove sperimentazioni di autonomia giovanile: anziché sposarsi si va a convivere e ci si sposa magari dopo la nascita di un figlio. Si parla di partnership revolution, cioè rivoluzione nelle coppie, anche per indicare il fatto che le unioni diventano sempre meno stabili: si divorzia e si formano nuove coppie con famiglie patchwork con molta più facilità rispetto al passato.
Questa tuttavia è una caratteristica principalmente dei membri della Generazione X del nord Europa. In Italia e nell'Europa mediterranea, il tratto caratteristico della Generazione X è quella di rinviare le scelte di vita rimanendo a vivere a casa dei genitori il più a lungo possibile, oltre i 30 anni. Inoltre, se si divorzia o si perde il lavoro, diventa normale tornare a vivere con i genitori per un certo periodo di tempo.

### Sindrome del ritardo

Nascite (in blu) e morti (in rosso) in Italia dal 1862 al 2018. Si vedono i picchi negativi delle due Guerre mondiali negli anni 1915-1943, il "baby boom" degli anni 1940-1960 e poi l'inverno demografico dalla fine degli anni 1990.

Piramide di popolazione dell'Italia nel 2021

Nel nord Europa, le famiglie incoraggiano ancora l'autonomia dei figli, che vengono supportati da politiche sociali solide. Nell'Europa mediterranea invece i "legami verticali" fra genitori e figli sono molto più forti, in quanto i soggetti più vulnerabili trovano aiuto più in famiglia che dalle politiche pubbliche: di fatto, i genitori mediterranei investono molto sui figli, sia in termini materiali che affettivi, e in cambio accettano o incoraggiano la loro permanenza a casa.
Per questo motivo, si è parlato di una vera e propria sindrome del ritardo: questa espressione indica la tendenza a posticipare indefinitamente le scelte di vita (indipendenza economica, matrimonio, figli). Questa "sindrome" si è resa evidente in alcuni casi giudiziari, dove figli ormai maggiorenni hanno denunciato i genitori perché si sono rifiutati di continuare a mantenerli.
La tendenza a posticipare scelte di vita come matrimonio e avere dei figli è stata particolarmente forte negli uomini, con il risultato che sono stati soprattutto i padri a diventare sempre più vecchi. Questo comporta che le coppie hanno avuto sempre meno figli.

Questo fenomeno accomuna l'Europa mediterranea e parte dell'Asia. In Giappone, il figlio o la figlia che rimangono a casa con i genitori dopo i 30 anni (anche se hanno un lavoro) sono stati etichettati come "single parassita". In Italia dalla seconda metà degli anni 2000 è stata usata la parola "bamboccioni".
L'effetto demografico di questa evoluzione diventa visibile nell'inverno demografico iniziato alla fine degli anni 1990, in cui le morti superano le nascite. Infatti, la cosiddetta piramide delle età in Italia mostra una forte erosione alla base, assumendo quella che viene chiamata "forma a trottola".

## Cultura

### Musica
Gli esponenti della Generazione X sono stati i primi spettatori delle emittenti televisive musicali, soprattutto di MTV, e quindi i primi a seguire video musicali durante l'adolescenza, perciò in alcuni casi sono stati ribattezzati MTV Generation. Molti rappresentanti di questa generazione hanno contribuito allo sviluppo del rock alternativo negli anni novanta e duemila, in particolare della musica grunge, resa celebre da gruppi come Nirvana, Alice in Chains, Pearl Jam e Soundgarden. In alcuni casi la Generazione X ha contribuito anche allo sviluppo della musica hip hop, soprattutto artisti come Tupac Shakur, N.W.A e The Notorious B.I.G..
Scomparsi da tempo i night club – la disco music accompagnò la prima infanzia di questa generazione negli anni '70 –, è negli anni ’90 che avviene la consacrazione definitiva del genere da ballare in discoteca, istituzione all'apice della sua fortuna. In quel periodo,  appare netta la distinzione tra i fruitori della house music e garage d'importazione anglo-americana (ne fecero parte, fra i rappresentanti della generazione X, Todd Terry e Fast Eddie), rispetto agli appassionati dei ritmi elettronici del new beat e della techno music di estrazione europea. Alla stessa epoca risalgono i primi LoveParade e i free party.

### Televisione

Il programma Bim Bum Bam

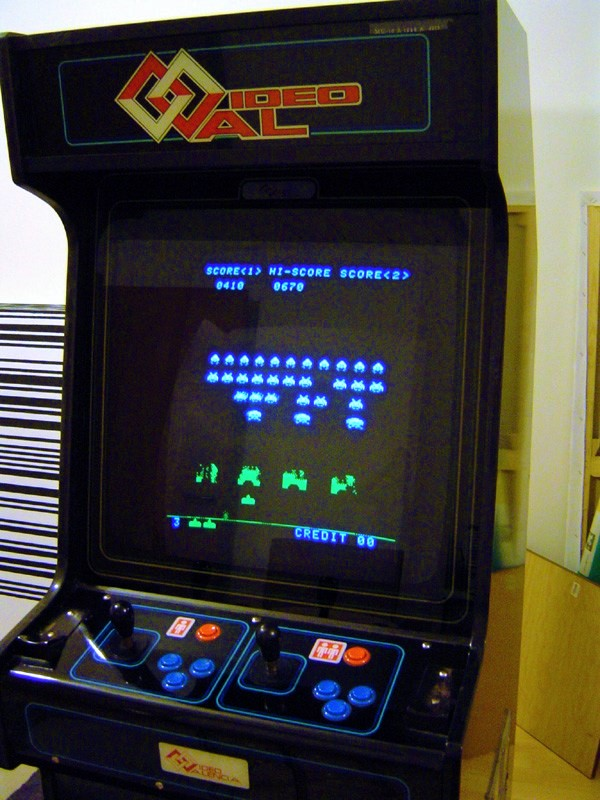
Un cabinato VideoVal col celebre Space Invaders in esecuzione

Paninare in piazza San Babila a Milano nel 1986

In Italia gli anni ottanta sono stati il decennio di sviluppo della televisione commerciale. I bambini cresciuti negli anni ottanta conoscevano soprattutto il programma-contenitore Bim Bum Bam, condotto da Manuela Blanchard e Paolo Bonolis insieme al pupazzo Uan; anche il programma Drive In riscosse successo all'epoca. Entrambi i programmi erano trasmessi da Mediaset. Sui canali pubblici nazionali invece un programma generalista di rilievo fu Portobello, condotto da Enzo Tortora.

### Commodore 64 e sale giochi
Verso la fine degli anni settanta, grazie allo sviluppo dei cabinati, le sale giochi si diffondono in tutte le città e cittadine, soprattutto nei centri turistici. Rimangono attive per tutti gli anni Novanta, per poi decadere negli anni Duemila a causa della diffusione delle console casalinghe. Nel 1982 viene presentato al pubblico il Commodore 64, che rimane ancora oggi il computer più venduto nella storia dell'informatica. Negli Stati Uniti d'America i più grandi concorrenti furono l'Atari 800 e l'Apple II, in Europa lo ZX Spectrum. La chiave del successo del C64 furono le aggressive tattiche di marketing, che portarono a venderlo nei grandi magazzini, nei discount e nei negozi di giocattoli, oltre che nella rete di rivenditori autorizzati.

### Yuppie, paninari, metallari
Negli anni ottanta dal quartiere Manhattan di New York emerse la figura dello yuppie, giovane "rampante" arrampicatore sociale che cerca di fare soldi il più velocemente possibile. Questa moda si diffuse anche in Italia e in particolare a Milano, sintetizzandosi nello slogan pubblicitario Milano da bere.
Collegata al fenomeno dello yuppismo fu la moda italiana cosiddetta paninara, caratterizzata dall'ascolto della musica pop, dall'edonismo, consumismo e rifiuto dell'impegno sociale, in contrapposizione all'idealismo, anche violento, degli anni 1970. Yuppie e paninari si identificavano, fra le altre cose, per l'ossessione verso vestiti e accessori firmati.
La sottocultura metallara si definiva in contrapposizione a quella paninara. Non erano presenti differenze ideologiche, quanto piuttosto preferenze musicali e di abbigliamento.
Il personaggio Zanardi, fumetto di Andrea Pazienza, intendeva rappresentare in negativo il "vuoto" della generazione di giovani italiani dei primi anni Ottanta.

### Etnonazionalismo

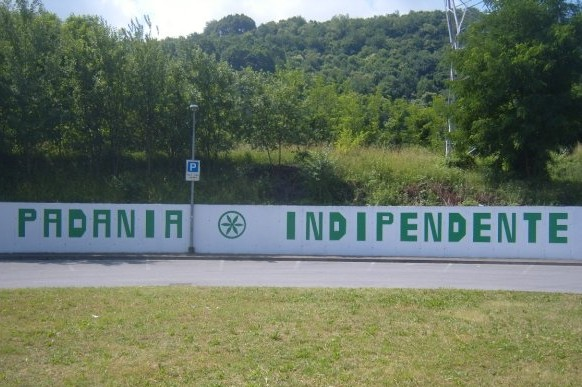
La Lega al nord Italia.

All'inizio degli anni novanta, in Italia così come in Europa, visto il progredire del governo sovranazionale dell'Unione europea si affermarono tendenze sempre più etnonazionaliste, cioè ideologie nazionaliste ispirate alle identità locali e regionali.
In Italia sei movimenti autonomisti regionali, la Liga Veneta, la Lega Lombarda, il Piemont Autonomista, l'Union Ligure, la Lega Emiliano-Romagnola e l'Alleanza Toscana si federano nel 1990 in un unico movimento chiamato Lega Nord finalizzato a ottenere l'indipendenza della Padania. I toni di superiorità quando non di aperto razzismo verso l'Italia del Sud ebbero come reazione la nascita della Lega Sud Ausonia che rivendica tuttora l’indipendenza del Sud e l’affrancamento dallo stato italiano, attraverso la secessione consensuale sul modello di Repubblica Ceca e Slovacchia.
In conseguenza del collasso dell'Unione Sovietica, il ritorno alle ideologie chiamate appunto etnonazionaliste ha avuto come conseguenza la guerra civile nella ex Jugoslavia, nella Cecenia russa e in Ucraina. Nell'Africa subsahariana ed in particolar modo in Ruanda e Burundi nel 1994 il nazionalismo ha assunto il volto dell'etnicismo, talvolta mescolato a fondamentalismi religiosi, tribalismo, localismo o comunitarismo.

### Pacifismo e Movimento no-global

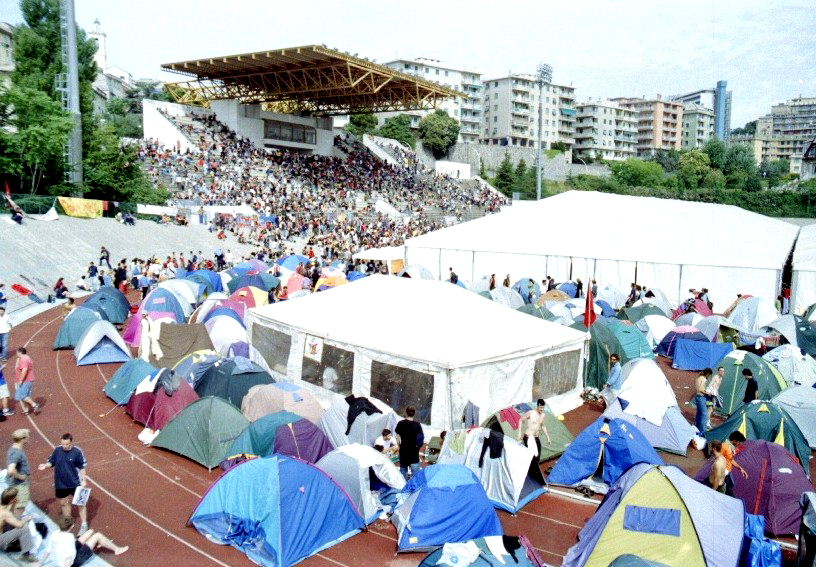
No-global allo stadio Carlini durante i Fatti del G8 di Genova

Ai primi anni Novanta, in concomitanza con la decisione della NATO di attaccare l'Iraq nella Guerra del Golfo, ci fu un forte movimento nell'opinione pubblica con lo slogan "Anch'io ripudio la guerra", che faceva riferimento all'articolo 11 della Costituzione della Repubblica italiana.
Il Movimento no-global sorge alla fine degli anni novanta in parte come risposta a tensioni che si sono accumulate dalla fine della guerra fredda, con la crisi dello stato sociale, la crisi dei partiti politici di massa, la caduta delle barriere economiche tra gli stati, la delocalizzazione dei comparti produttivi delle imprese, lo sfruttamento della manodopera nel terzo mondo, il rafforzamento dei monopoli e del potere delle multinazionali, la progressiva perdita di controllo politico da parte dei cittadini sul mondo economico finanziario. Il libro No logo (2000) della giornalista canadese Naomi Klein è considerato da molti il manifesto del movimento, che però avrà la sua punta di visibilità durante gli Scontri di Seattle per la conferenza OMC del 1999 e in Italia con i Fatti del G8 di Genova nel 2001.

### Immigrati digitali
Gli anni novanta sono quelli dove si ascolta la musica nelle discoteche. Il Compact disc ha quasi del tutto sostituito le cassette musicali e i 33 giri.
Verso la fine del decennio Internet inizia a diffondersi nelle case, con la caratteristica connessione dial-up realizzate con l'utilizzo di modem tramite la composizione di una normale numerazione telefonica.
A differenza dei membri della Generazione Y e delle successive, che sono chiamati "nativi digitali", i membri della Generazione X e delle precedenti hanno visto l'avvento di Internet e hanno iniziato a usarlo come una tecnologia del tutto nuova. Per definirli è stata quindi coniata l'espressione di "immigrati digitali".

## Xennials
Vi è inoltre una generazione detta "Xennials" (1975-1983) comprendente gli ultimi membri della Generazione X ed i primi della Generazione Y. Alcune fonti includono nella Generazione X anche chi è nato nel 1984.